# Basen Północnoamerykański

Baseny oceaniczne Atlantyku

Basen Północnoamerykański – część Oceanu Atlantyckiego, basen oceaniczny położony w jego zachodniej części, ograniczony Grzbietem Północnoatlantyckim, Wielkimi Antylami, wybrzeżem Stanów Zjednoczonych, częściowo Kanady i Nową Fundlandią. Maksymalna głębokość 6995 m.